# Аллиярова, Айсанем Жолдасбаевна
Айсанем Жолдасбаевна Аллиярова (каракалп. Aysanem Joldasbaevna Alliyarova; узб. Aysanem Joldasbaevna Alliyarova; 20 сентября 1964, Тахтакупырский район, Каракалпакская АССР) — общественный и политический деятель, сенатор сената третьего созыва (2015—2020).

## Биография
Айсанем Аллиярова родилась 20 сентября 1964 года в Тахтакупырском районе Каракалпакской АССР. Окончила Ташкентский государственный институт культуры, работала библиотекарем. В настоящее время занимает должность заместителя хокима Тахтакупырского района, председатель районного комитета женщин.
20 января 2015 года указом Президента Узбекистана Аллиярова была назначена сенатором, являлась членом Комитета Сената по вопросам науки, образования, культуры и спорта в сенате третьего созыва (2015—2020).
В 2014 году была награждена орденом «Дустлик».

## Награды и премии
- Орден «Дустлик» (2014)